# 坎冈
坎冈（羅馬化：Khāmagāva）是印度马哈拉施特拉邦布爾塔納縣的一个城镇。总人口88670（2001年）。

## 人口
该地2001年总人口88670人，其中男性45904人，女性42766人；0—6岁人口11951人，其中男6326人，女5625人；识字率76.18%，其中男性为80.99%，女性为71.03%。